# L'Épine-aux-Bois
Pour les articles homonymes, voir L'Épine.
L'Épine-aux-Bois est une commune française située dans le département de l'Aisne en région Hauts-de-France.

## Géographie
L'Épine-aux-Bois est située dans le département de l'Aisne, à vol d'oiseau à 77 km au sud de la préfecture de Laon, et à 18 km au sud de la sous-préfecture de Château-Thierry. Elle se trouve à 80,6 km à l'est de Paris.
La commune est limitrophe de 4 communes, Vendières (1,5 km), Dhuys-et-Morin-en-Brie (2,8 km), Viels-Maisons (3,7 km) et Rozoy-Bellevalle (4,2 km).
|               | Rozoy-Bellevalle | Dhuys-et-Morin-en-Brie (Cne deléguée de Fontenelle-en-Brie) |
| Viels-Maisons | L'Épine-aux-Bois | Dhuys-et-Morin-en-Brie (Cne deléguée de Marchais-en-Brie)   |
|               | Vendières        |                                                             |

### Hydrographie

#### Réseau hydrographique
La commune est située dans le bassin Seine-Normandie. Elle est drainée par le ru du Val, le fossé 01 de la Haute Epine, le fossé 01 du Choisel et le ru Batard,,.

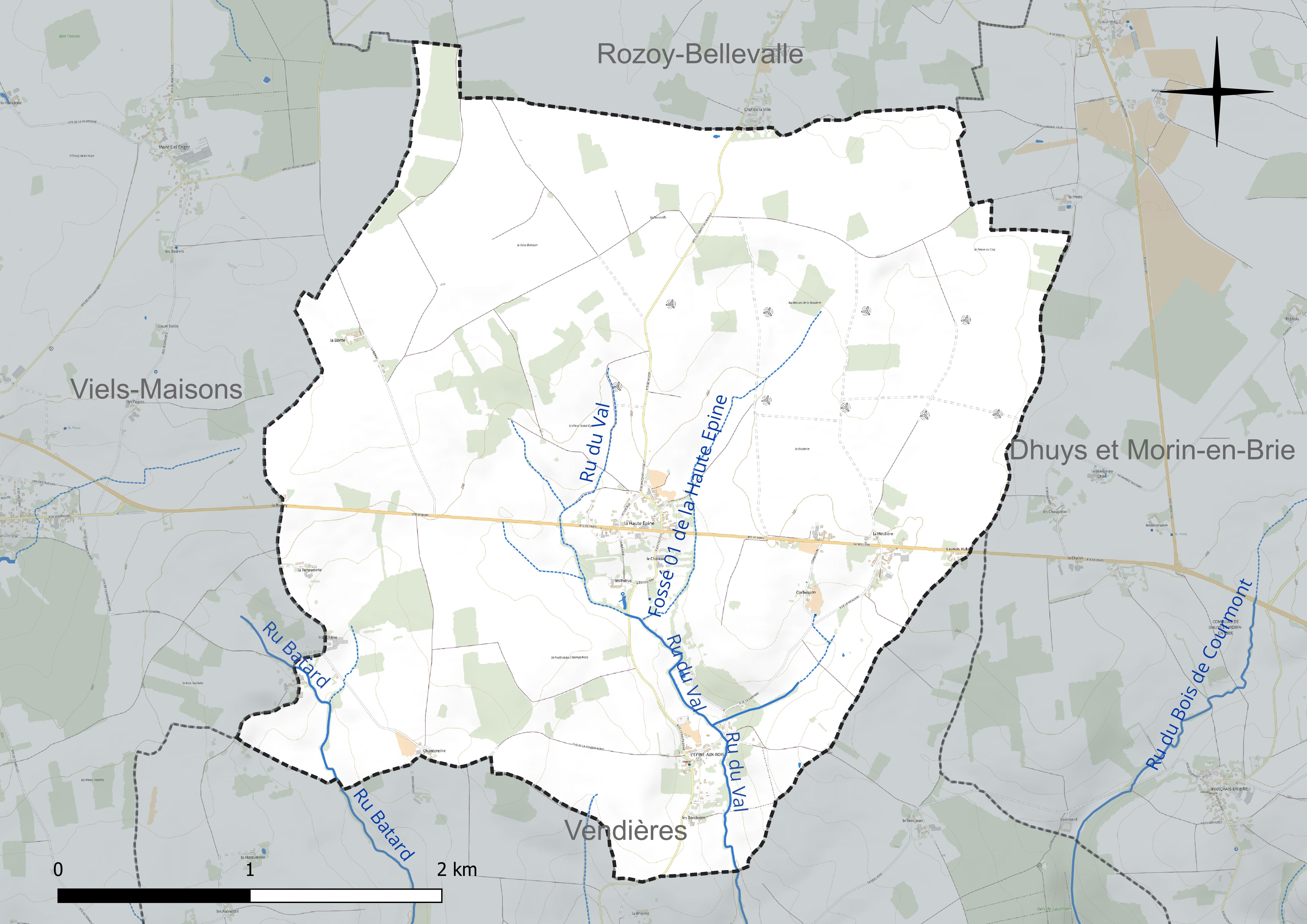
Réseau hydrographique de l'Épine-aux-Bois.

#### Gestion et qualité des eaux
Le territoire communal est couvert par le schéma d'aménagement et de gestion des eaux (SAGE) « Petit et Grand Morin ». Ce document de planification concerne le territoire des bassins versants du Petit Morin (630 km2) et du Grand Morin (1 185 km2) et se répartit sur trois départements (la Marne, l'Aisne et la Seine-et-Marne). Il a été approuvé le 21 octobre 2016. La structure porteuse de l'élaboration et de la mise en œuvre est le Syndicat mixte d'aménagement et de gestion des eaux (SMAGE) - EPAGE.
La qualité des cours d'eau peut être consultée sur un site dédié géré par les agences de l'eau et l'Agence française pour la biodiversité.

### Climat
Pour des articles plus généraux, voir Climat des Hauts-de-France et Climat de l'Aisne.
En 2010, le climat de la commune est de type climat océanique dégradé des plaines du Centre et du Nord, selon une étude du CNRS s'appuyant sur une série de données couvrant la période 1971-2000. En 2020, Météo-France publie une typologie des climats de la France métropolitaine dans laquelle la commune est exposée à un climat océanique altéré et est dans la région climatique Nord-est du bassin Parisien, caractérisée par un ensoleillement médiocre, une pluviométrie moyenne régulièrement répartie au cours de l'année et un hiver froid (3 °C).
Pour la période 1971-2000, la température annuelle moyenne est de 10,3 °C, avec une amplitude thermique annuelle de 15,3 °C. Le cumul annuel moyen de précipitations est de 744 mm, avec 12,1 jours de précipitations en janvier et 8,3 jours en juillet. Pour la période 1991-2020, la température moyenne annuelle observée sur la station météorologique la plus proche, située sur la commune de Blesmes à 17 km à vol d'oiseau, est de 10,6 °C et le cumul annuel moyen de précipitations est de 713,0 mm,. Pour l'avenir, les paramètres climatiques de la commune estimés pour 2050 selon différents scénarios d'émission de gaz à effet de serre sont consultables sur un site dédié publié par Météo-France en novembre 2022.

## Urbanisme

### Typologie
Au 1er janvier 2024, L'Épine-aux-Bois est catégorisée commune rurale à habitat dispersé, selon la nouvelle grille communale de densité à 7 niveaux définie par l'Insee en 2022.
Elle est située hors unité urbaine. Par ailleurs la commune fait partie de l'aire d'attraction de Paris, dont elle est une commune de la couronne,.

### Occupation des sols
L'occupation des sols de la commune, telle qu'elle ressort de la base de données européenne d'occupation biophysique des sols Corine Land Cover (CLC), est marquée par l'importance des territoires agricoles (95,4 % en 2018), une proportion identique à celle de 1990 (95,4 %). La répartition détaillée en 2018 est la suivante : 
terres arables (86,2 %), prairies (6,6 %), forêts (4,6 %), zones agricoles hétérogènes (2,6 %).
L'évolution de l'occupation des sols de la commune et de ses infrastructures peut être observée sur les différentes représentations cartographiques du territoire : la carte de Cassini (XVIIIe siècle), la carte d'état-major (1820-1866) et les cartes ou photos aériennes de l'IGN pour la période actuelle (1950 à aujourd'hui).

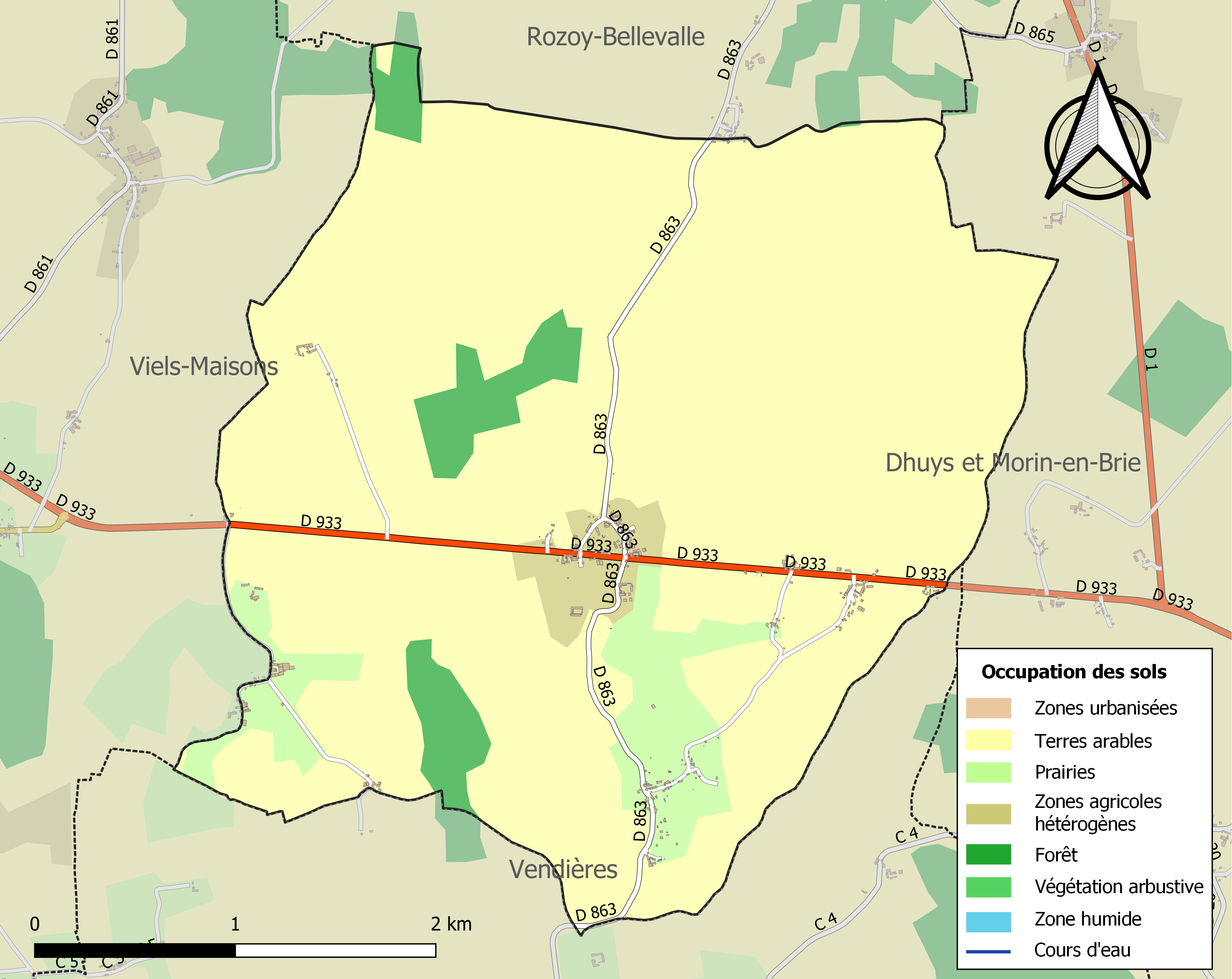
Carte des infrastructures et de l'occupation des sols de la commune en 2018 (CLC).

## Toponymie
Le nom de la localité est attesté sous les formes Espinaubois (1214) ; Spina ad Nemus (1573) ; L'Espine-au-Bois (1709) ; l'Espine-aux-Bois (1745).
Lieu planté d'aubépine ou épine blanche. De grande longévité cette aubépine était souvent utilisée comme limite entre deux propriétés.

## Histoire
Le village, bâti sur un haut plateau propice aux cultures, est très dispersé.
Le bourg ne comprend que quelques maisons regroupées autour de la mairie et de l'église.
Son hameau le plus important est la Haute Épine, sans doute par le fait que la route départementale y passe (et avant elle, les chemins carrossables), ce qui fait que les constructions sont venues s'y adosser.
C'est d'ailleurs dans ce hameau que se trouvent la majorité des commerces du village. 
L'Épine-aux-Bois est un village de l'ancienne Brie champenoise qui dépendait autrefois de l'intendance de Soissons, des bailliage et élection de Château-Thierry et du diocèse de Soissons.  
Les seigneurs suivants ont été relevés aux archives départementales : 
1116 : Simon, chevalier de l'Épine aux Bois ;
1222 : Pierre, chevalier ;
1240 : Simon II, chevalier, en dernier lieu, le chevalier du Jay de Rozoy. 
Le 11 février 1814, le général russe Sacken s'établit au château de la Haute Épine et y fut attaqué à la baïonnette par la garde impériale de Napoléon. Les Russes furent culbutés et perdirent 3 000 hommes.

## Politique et administration

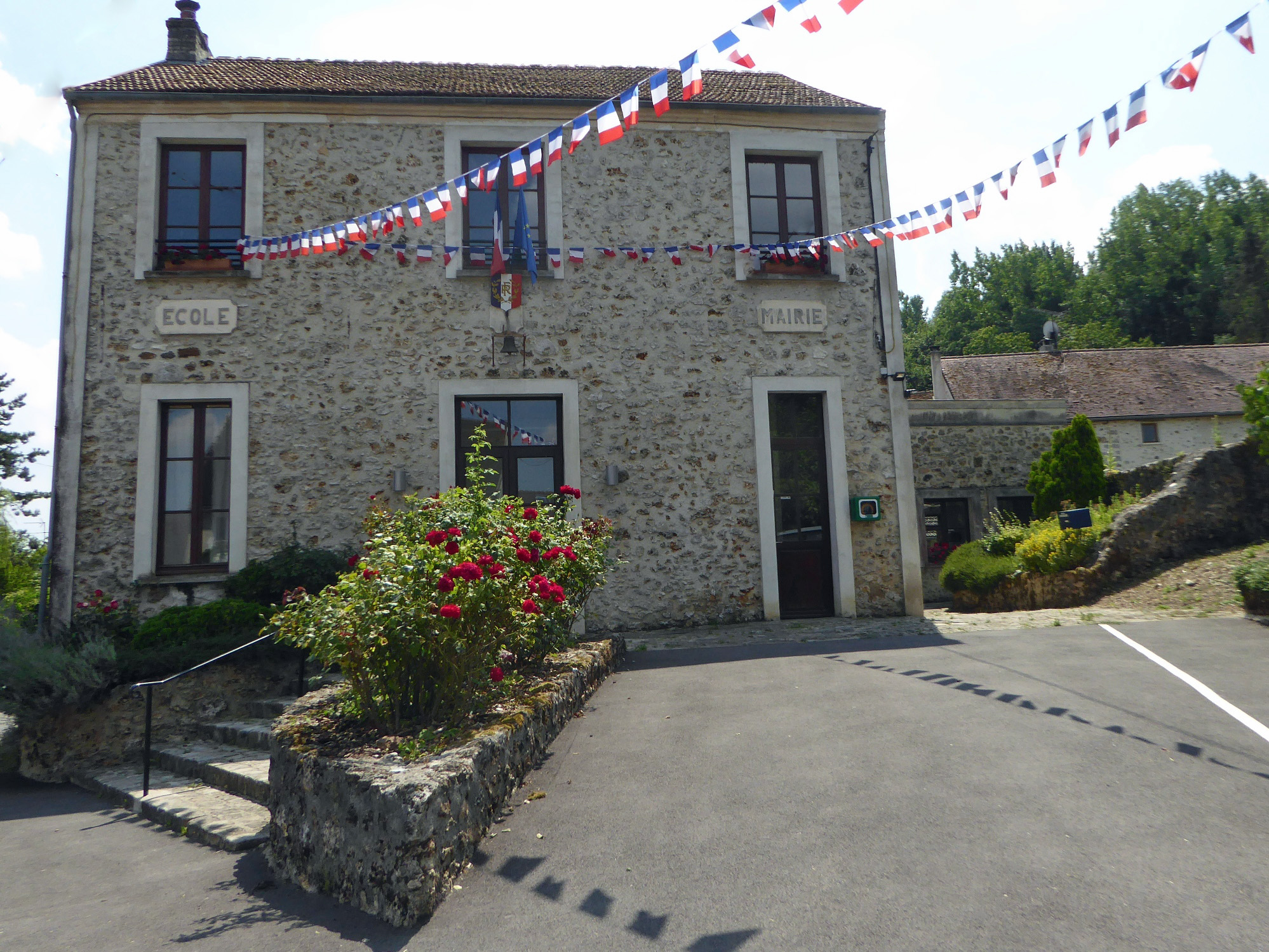
La mairie.

### Découpage territorial
La commune de l'Épine-aux-Bois est membre de la communauté de communes du Canton de Charly-sur-Marne, un établissement public de coopération intercommunale (EPCI) à fiscalité propre créé le 29 décembre 1995 dont le siège est à Charly-sur-Marne. Ce dernier est par ailleurs membre d'autres groupements intercommunaux.
Sur le plan administratif, elle est rattachée à l'arrondissement de Château-Thierry, au département de l'Aisne et à la région Hauts-de-France. Sur le plan électoral, elle dépend du  canton d'Essômes-sur-Marne pour l'élection des conseillers départementaux, depuis le redécoupage cantonal de 2014 entré en vigueur en 2015, et de la cinquième circonscription de l'Aisne  pour les élections législatives, depuis le dernier découpage électoral de 2010.

### Administration municipale
| Période                                  | Période                   | Identité        | Étiquette      | Qualité                                                                 |
| ---------------------------------------- | ------------------------- | --------------- | -------------- | ----------------------------------------------------------------------- |
| Les données manquantes sont à compléter. |                           |                 |                |                                                                         |
| mars 2001                                | mars 2008                 | Pierre Loyez    |                |                                                                         |
| mars 2008                                | 14 août 2015              | Michel Féty     | Sans étiquette | Retraité agricole Décédé en fonction                                    |
| octobre 2015                             | mai 2020                  | Roger Bernon    |                |                                                                         |
| mai 2020                                 | En cours (au 6 juin 2020) | Nathalie Pierre |                | Fonctionnaire territoriale Maire de La Ferté-sous-Jouarre (2011 → 2014) |

## Démographie
L'évolution du nombre d'habitants est connue à travers les recensements de la population effectués dans la commune depuis 1793. Pour les communes de moins de 10 000 habitants, une enquête de recensement portant sur toute la population est réalisée tous les cinq ans, les populations de référence des années intermédiaires étant quant à elles estimées par interpolation ou extrapolation. Pour la commune, le premier recensement exhaustif entrant dans le cadre du nouveau dispositif a été réalisé en 2004.

En 2022, la commune comptait 245 habitants, en évolution de −6,84 % par rapport à 2016 (Aisne : −1,97 %, France hors Mayotte : +2,11 %).
| 1793 | 1800 | 1806 | 1821 | 1831 | 1836 | 1841 | 1846 | 1851 |
| ---- | ---- | ---- | ---- | ---- | ---- | ---- | ---- | ---- |
| 283  | 304  | 318  | 339  | 423  | 393  | 426  | 446  | 451  |

| 1856 | 1861 | 1866 | 1872 | 1876 | 1881 | 1886 | 1891 | 1896 |
| ---- | ---- | ---- | ---- | ---- | ---- | ---- | ---- | ---- |
| 412  | 396  | 381  | 350  | 365  | 377  | 385  | 379  | 381  |

| 1901 | 1906 | 1911 | 1921 | 1926 | 1931 | 1936 | 1946 | 1954 |
| ---- | ---- | ---- | ---- | ---- | ---- | ---- | ---- | ---- |
| 340  | 340  | 317  | 256  | 283  | 268  | 266  | 236  | 214  |

| 1962 | 1968 | 1975 | 1982 | 1990 | 1999 | 2004 | 2006 | 2009 |
| ---- | ---- | ---- | ---- | ---- | ---- | ---- | ---- | ---- |
| 205  | 179  | 166  | 152  | 232  | 231  | 257  | 259  | 260  |

| 2014 | 2019 | 2022 | - | - | - | - | - | - |
| ---- | ---- | ---- | - | - | - | - | - | - |
| 264  | 256  | 245  | - | - | - | - | - | - |

## Lieux et monuments
- Chapelle de la Haute-Épine.

## Pour approfondir